# Deit

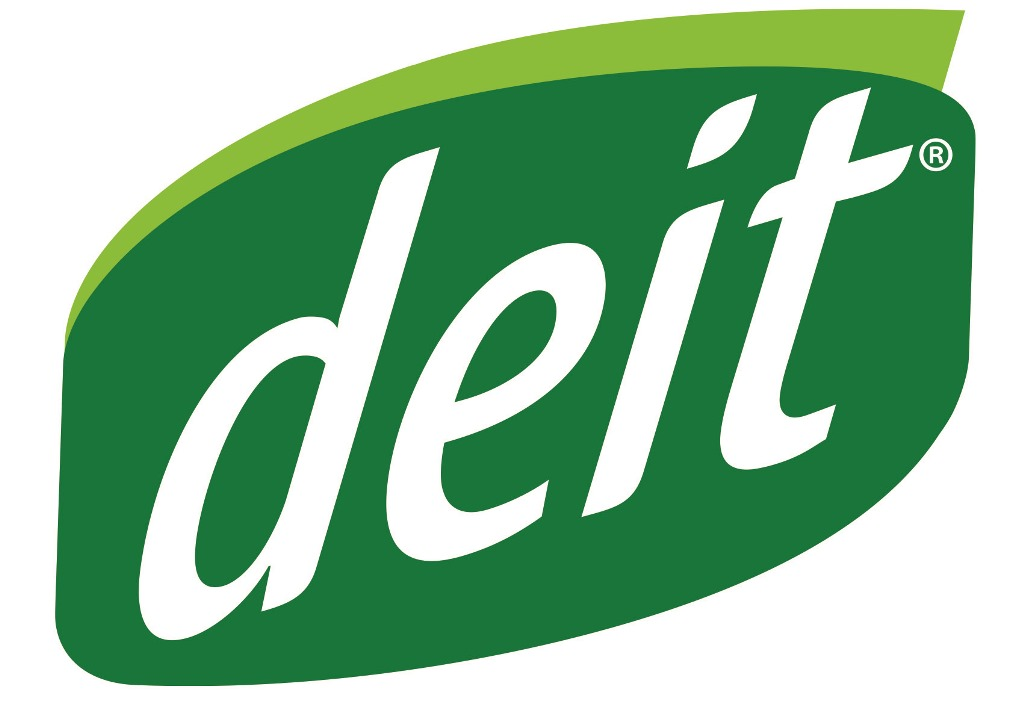
Logo

Deit ist der Markenname von Getränken mit reduziertem physiologischem Brennwert. 
Deit wurde 1965 in Deutschland als erste Limonade ohne Zuckerzusatz, nur mit Süßungsmitteln gesüßt, auf den Markt gebracht. Lizenzgeber ist die DrinkStar GmbH! eine Tochterfirma von Symrise, mit Sitz in Rosenheim. Die Abfüllung erfolgt durch fünf Lizenznehmer: Aqua Römer, Glashäger Brunnen, Höllensprudel, Kondrauer Mineral- und Heilbrunnen und Vilsa-Brunnen in Deutschland. In Österreich wird ein Teil der deutschen Produktpalette sowie einige weitere in Deutschland nicht erhältliche Geschmacksrichtungen unter dem Markennamen Gröbi vertrieben.
Bis 1998 war Deit eine Marke der deutschen Kajo-Gruppe von Joachim Müller mit Sitz in Gröbenzell in der Nähe von München. Im Jahr 1998 wurde die Marke Deit von der DrinkStar GmbH, Rosenheim, übernommen. 2018 wurde der Markenauftritt von Deit aktualisiert.
Deit ist in zehn Sorten erhältlich: Citro, Citrus-Maracuja, Cola-Mix, Grapefruit, Johannisbeere Blutorange, Limette, Orange, Pink Grapefruit, Tropische Früchte und Zitrone.
Deit ist zuckerfrei und mit Vitaminen angereichert. In Deit-Produkten werden die folgenden Süßungsmittel verwendet: Natriumcyclamat, Acesulfam K, Aspartam und teilweise Natriumsaccharin (sowie in DEIT Citro zusätzlich Sucralose).